# Afonso Cavalcanti do Livramento
Afonso Cavalcanti do Livramento (Rio de Janeiro, 6 de julho de 1855 — 28 de maio de 1941) foi um jornalista e político brasileiro.
Filho de Joaquim Augusto do Livramento e de Dulce Pórcia de Albuquerque Cavalcanti do Livramento, casou com Júlia Elisabeth Trompowsky, filha de Júlio Melchior von Trompowsky e de Felicidade Firmina da Costa Trompowsky.
Foi reformado como capitão-tenente da Marinha do Brasil.
Foi deputado à Assembleia Legislativa Provincial de Santa Catarina na 27ª legislatura (1888 — 1889).
Foi deputado na 1ª legislatura (1894 — 1895), na 2ª legislatura (1896 — 1897), e na 3ª legislatura (1898 — 1900).
Foi sócio fundador do Instituto Histórico e Geográfico de Santa Catarina.